# Whistle
El Whistle o flauta britànnica (en el seu significat més estricte significa "xiulet" en anglès) fa referència a un tin o low whistle, una mena de flauta escocès, anglès, irlandès dels més significatius en la música celta. És un simple instrument de vent de fusta de sis forats. És un tipus de flauta, que la situa en la mateixa classe que la flauta dolça, la fipple, la siyotanka (flauta nativa americana) i altres instruments de vent de fusta que compleixen aquests criteris, que va estretament associat a la música folk celta i australiana.
El whistle modern és originari de Gran Bretanya en particular d'Anglaterra. Però no va ser fins al segle xix que es va elaborar el whistle que avui dia coneixem. Es va anomenar "tin whistle", (també conegut per "xiulet irlandès", "penny whistle", "flageolet" o "feadóg" en irlandès).
El whistle és un instrument molt antic. El seu naixement cal cercar-lo a la Xina ara fa uns cinc mil anys i arribà a Europa al segle xi. Però no fou fins al segle xix, a Anglaterra, que s'elaborà el whistle que avui en dia coneixem a mans de Clarke. L'anomenà "Tin Whistle" (també conegut com a tin(-)whistle, Penny Whistle o penny whistle o simplement whistle, Irish whistle o Irish Flute, Scottish penny whistle, (English), Belfast hornpipe o Clarke London flageolet, (tin) Flageolet o Feadóg (stáin) (en gaèlic).
Era una petita flauta metàl·lica de 6 forats. Als anys 1950, fou introduïda la boqueta de plàstic, la manera més usual de trobar-lo avui en dia. Ja als anys 1970, Overton creà el famós Low Whistle (Whistle baix), afinat una octava per sota.
Avui dia existeixen moltes empreses dedicades a l'elaboració del Low i Tin Whistle en diferents països. N'hi ha de molt variats, amb diverses tonalitats (l'original és D), i de diferents materials: metall, bambú i fins i tot plàstic. A causa de la seva popularitat, actualment hi ha una gran quantitat d'artistes que interpreten el Whistle. A l'estat espanyol, els més coneguts són els gallecs Carlos Núñez i Milladoiro.